# تبجيل الأموات
يقوم تبجيل الأموات، بما في ذلك الأسلاف، على الحب والاحترام للمتوفى. يرتبط في بعض الثقافات بمعتقدات حول أن الموتى يستمرون في الوجود، وقد يملكون القدرة على التأثير في حظوظ الأحياء.  تُبجل بعض الجماعات أسلافها المباشرين العائليين. إذ تُبجل مجموعات دينية معينة القديسين كوسطاء عند الله؛ خصوصًا الكنائس الأرثوذكسية الشرقية والكنيسة الأنجليكانية والكنيسة الكاثوليكية، وتؤمن الأخيرة أيضًا بالصلاة من أجل الأرواح الراحلة في المطهر. مع ذلك، تعتبر مجموعات دينية أخرى أن تبجيل الأموات هو «عبادة أوثان» وخطيئة.
الهدف من تبجيل الأسلاف في الثقافات الأوروبية، الآسيوية، الأوقيانوڤية، الأفريقية، والمنحدرة من أصول أفريقية (والتي تشمل ولكن يجب تمييزها عن ثقافات متعددة وسكان أصليين في الأمريكتين لم يتأثروا أبدًا بالشتات الأفريقي)، هو ضمان رفاهية الأسلاف المستمرة وموقفهم الإيجابي نحو الأحياء، وأحيانًا لطلب معونات أو خدمات خاصة. الوظيفة الاجتماعية أو غير الدينية لتبجيل الأسلاف هي تنمية قيم القرابة، مثل البر بالوالدين، والولاء العائلي، واستمرارية النسب العائلي. يحدث تبجيل الأسلاف في مجتمعات بكل درجات التعقيد الاجتماعي والسياسي والتكنولوجي، ويظل مكونًا هامًا لممارسات دينية متنوعة في العصر الحديث.

## نظرة عامة
تبجيل الأسلاف ليس مماثلًا لعبادة إله أو آلهة. في بعض الثقافات المنحدرة من أصول أفريقية، يُنظر إلى الأسلاف على أنهم قادرون على الشفاعة نيابة عن الأحياء، غالبًا كرسل بين البشر والله. كأرواح كانت بشرية يومًا، يُعتقد أنهم أقدر على فهم احتياجات الإنسان من الكائن الإلهي. في ثقافات أخرى، الغرض من تبجيل الأسلاف ليس طلب خدمات بل أداء الواجب البَرّي. تؤمن بعض الثقافات أن أسلافها يحتاجون فعلًا إلى أن يُوفر لهم أحفادهم، وتشمل ممارساتهم عروض طعام وإمدادات أخرى. لا يعتقد آخرون أن الأسلاف يدركون حتى ما يفعله أحفادهم من أجلهم، بل أن التعبير عن البر بالوالدين هو المهم.
معظم الثقافات التي تمارس تبجيل الأسلاف لا تسميه «عبادة الأسلاف». في الإنجليزية، كلمة «عبادة» تشير عادةً ولكن ليس دائمًا إلى الحب الموقر والتفاني الممنوح لإله (رب) أو الله. ومع ذلك، في ثقافات أخرى، لا ينطوي فعل العبادة هذا على أي اعتقاد بأن الأسلاف الراحلين أصبحوا نوعًا من الآلهة. بل الفعل هو وسيلة للتعبير عن الواجب البَرّي، والتفاني، والاحترام ورعاية الأسلاف في حياتهم الآخرة وكذلك طلب إرشادهم لأحفادهم الأحياء. في هذا الصدد، لدى ثقافات وأديان كثيرة ممارسات مشابهة. قد يزور البعض قبور آبائهم أو أسلاف آخرين، ويتركون زهورًا ويصلون لهم لتكريمهم وتذكرهم، بينما يطلبون أيضًا من أسلافهم الاستمرار في رعايتهم. مع ذلك، لن يُعتبر هذا عبادة لهم لأن مصطلح «عبادة» قد لا ينقل دائمًا مثل هذا المعنى في السياق الحصري والضيق لتقاليد مسيحية أوروبية غربية معينة.
بهذا المعنى، قد تنقل عبارة «تبجيل الأسلاف» بدقة أكبر - ولكن من المنظور المحدود لتقاليد مسيحية أوروبية غربية معينة - ما يراه الممارسون، مثل الصينيين ومجتمعات أخرى متأثرة بالبوذية والكونفوشيوسية، وكذلك الثقافات الأفريقية والأوروبية، أنهم يفعلونه. هذا يتوافق مع معنى كلمة «تبجيل» في الإنجليزية، أي الاحترام الكبير أو التوقير الناجم عن كرامة، حكمة، أو تفانٍ لشخص.
على الرغم من عدم وجود نظرية مقبولة عموميًا بشأن أصول تبجيل الأسلاف، يظهر هذه الظاهرة الاجتماعية بشكل ما في كل الثقافات البشرية الموثقة حتى الآن. يدّعي «ديفيد-باريت» و«كارني» أن تبجيل الأسلاف ربما لعب دورًا في تنسيق الجماعة أثناء التطور البشري، وبالتالي كان الآلية التي أدت إلى التمثيل الديني الذي يعزز تماسك الجماعة.

## ثقافات غرب وجنوب شرق أفريقيا
تبجيل الأسلاف سائد في جميع أنحاء أفريقيا، ويشكل أساس العديد من الأديان. غالبًا ما يُعزز هذا الاعتقادَ بوجود كائن أعلى، لكن الصلوات و/أو القرابين تُقدَّم عادةً للأسلاف الذين قد يرتقون ليصبحوا نوعًا من الآلهة الصغرى أنفسهم. يظل تبجيل الأسلاف قائمًا بين كثير من الأفارقة، أحيانًا جنبًا إلى جنب مع ديانات متبَنة لاحقًا مثل المسيحية (كما في نيجيريا بين شعب الإيغبو) والإسلام (بين شعوب الماندي المختلفة وشعبي الباموم والباكوسي) في معظم أنحاء القارة. في دين السيرير الأرثوذكسي، يُبجل «بانغول» من قبل شعب السيرير.

### سيرير السنغال وغامبيا
يؤمن شعب سيرير في السنغال وغامبيا وموريتانيا، المتمسكون بمبادئ «آتات روغ» (دين السيرير)، بتبجيل «بانغول» (قديسي السيرير القدامى و/أو أرواح الأسلاف). هناك أنواع متعددة من «بانغول» (مفردها: فانغول)، لكل منها طريقتها في التبجيل.

### مدغشقر
تبجيل الأسلاف منتشر في جميع أنحاء جزيرة مدغشقر. يمارس حاليًا ما يقارب نصف سكان البلاد البالغ عددهم 20 مليونًا الديانة التقليدية، التي تميل إلى التأكيد على الروابط بين الأحياء و«رازانا» (الأسلاف). أدى تبجيل الأسلاف إلى انتشار تقليد بناء المقابر، وكذلك ممارسة الهضاب لـ«فاماديانا»، حيث قد تُستخرج رفات فرد العائلة المتوفى ليكفن دوريًا بأكفان حريرية جديدة قبل إعادته إلى القبر. تُعد «فاماديانا» مناسبة للاحتفاء بذكرى السلف المحبوب، والتجمع مع العائلة والمجتمع، والاستمتاع بجو احتفالي. غالبًا ما يُدعى سكان القرى المجاورة لحضور الاحتفال، حيث يُقدَّم الطعام والروم عادةً، وتكون فرقة «هراغاسي» أو وسائل ترفيه موسيقية أخرى حاضرة. يتجلى تبجيل الأسلاف أيضًا من خلال الالتزام بما يدعى «فادي»، وهي محظورات تُحترم خلال حياة الشخص الذي يضعها وبعدها. يُعتقد على نطاق واسع أنه بإظهار الاحترام للأسلاف بهذه الطرق، قد يتدخلون لصالح الأحياء. على العكس، غالبًا ما تُعزى النكبات إلى أسلاف أهملت ذكراهم أو رغباتهم. ذبح «الزيبو» (الثور) هو طريقة تقليدية تُستخدم لاسترضاء الأسلاف أو تكريمهم. تشمل لمسات الاحترام الصغيرة اليومية سكب أول كأس من زجاجة روم مفتوحة حديثًا في الزاوية الشمالية الشرقية من الغرفة لإعطاء الأسلاف نصيبهم المستحق.

## شمال أفريقيا
في مصر، توجد شكل من أشكال «أدورسيزم» (بالمصدر) متشابك مع تبجيل الموتى، أشار إليه أكاديمي باسم «راكبو الأشباح». يُكرَّم الشبح الذي يتملك شخصًا بنصب تذكاري مخصص للقبر أو مزار، حيث يقدم المحليون القرابين ويحلفون الأيمان. قد يُعاقب الذين يحلفون أيمانًا زائفة من قبل الشبح المقيم. كان يُعتبر هذا الشبح قويًا وشيئًا يخشاه الآخرون. هذه الأشباح ليست بالضرورة قديسين (في الواقع، يعتقد أصحاب هذه المعتقدات أن الأشخاص الأتقياء جدًا لا يتملكون الآخرين بهذه الطريقة أبدًا، لأنهم دائمًا في حضرة الله)، لكن مثل القديسين، يعملون كوسطاء مع الله. في بعض الحالات، قد تكون هذه مزارات عائلية، لا يتردد عليها الغرباء، لكن بعضها (عادة المزارات الأقدم) يتردد عليها كثيرون. عند طلب المساعدة من أحد هذه الأرواح، قد يلتزم الشخص غالبًا بذبيحة حيوانية عند تقديم المساعدة، وهو ما يُفعل أيضًا مع القديسين.

## ثقافات آسيا

### كمبوديا
خلال «بشوم بن» ورأس السنة الكمبودية، يقدم الناس قرابين لأسلافهم. «بشوم بن» هو وقت يدفع فيه كثير من الكمبوديين احترامهم لأقاربهم المتوفين حتى سبعة أجيال. يردد الرهبان «السوترات» بلغة بالي طوال الليل (باستمرار، دون نوم) تمهيدًا لفتح أبواب الجحيم، وهو حدث يُفترض حدوثه مرة في السنة، ومرتبط بعلم الكونيات للملك «ياما» المنشأ في «كانون بالي». خلال هذه الفترة، تُفتح أبواب الجحيم ويُفترض أن أشباح الموتى «بريتا» تكون نشطة بشكل خاص. لمجابهة هذا، تُقدم عروض طعام لمساعدتهم، بعض هذه الأشباح لديها فرصة لإنهاء فترة تطهيرها، بينما يُتصور أن آخرين يغادرون الجحيم مؤقتًا، ليعودوا بعد ذلك لتحمل المزيد من المعاناة؛ دون تفسير كبير، يُعتقد عموميًا أن الأقارب الذين ليسوا في الجحيم (الموجودين في الجنة أو متجسدين بطريقة أخرى) يستفيدون أيضًا من الطقوس.

### الصين
في الصين، يسعى تبجيل الأسلاف وعبادة الأسلاف إلى تكريم واستذكار أفعال المتوفى؛ فهما يمثلان التكريم الأقصى للموتى. تكمن أهمية إبداء الاحترام للوالدين (والكبار) في حقيقة أن جميع الجوانب الجسدية لوجود المرء خلقتها والدته، اللذان استمرا في الاهتمام برفاهيته حتى وقوفه على أرض صلبة. احترام الوالدين وتكريمهما هو رد هذا الجميل لهما في الحياة وبعدها. كان «شي» (尸؛ «جثة، ممثل») ممثلًا قربانيًا لسلف متوفٍ في عهد سلالة تشو (1045–256 قبل الميلاد). خلال طقس «شي»، كان يُفترض أن تدخل الروح الأسلافية الممثل، الذي سيأكل ويشرب القرابين وينقل الرسائل الروحية. كانت الرسائل الروحية تنقل عادةً في شكل عرافة «بو»، أو لتأكيد ما إذا كان الأسلاف يوافقون على الرسائل التي يطلبها العراف.

#### العروض
في الثقافة الصينية التقليدية، تُقدم أحيانًا قرابين للمذابح كطعام للمتوفى. يندرج هذا تحت أنماط التواصل مع مفاهيم العالم الروحي الصيني. يتضمن بعض التبجيل زيارة المتوفى في قبوره، وتقديم أو شراء عروض للمتوفى في مهرجانات الربيع والخريف والأشباح. بسبب صعوبات الصين في أواخر القرن التاسع عشر والقرن العشرين، عندما كان اللحم والدواجن يصعب الحصول عليهما، لا تزال تُقدم ولائم فاخرة في بعض البلدان الآسيوية كممارسة للأرواح أو الأسلاف. مع ذلك، في الطقوس التاوية والبوذية الأرثوذكسية، يكفي الطعام النباتي فقط. لأولئك الذين لديهم متوفون في الحياة الآخرة أو الجحيم، تُقدم عروض متقنة أو حتى مبتكرة، مثل خدم، ثلاجات، منازل، سيارات، أموال ورقية وأحذية، حتى يتمكن المتوفى من الحصول على هذه العناصر بعد موته. غالبًا، تُحرق نسخ ورقية من هذه الأشياء لنفس الغرض. في الأصل، كانت تُدفن أشياء حقيقية مع الموتى. بمرور الوقت، استُبدلت هذه البضائع بنماذج طينية بالحجم الكامل، التي استُبدلت بدورها بنماذج مصغرة، وفي الوقت الحاضر بالعروض الورقية (بما في ذلك الخدم الورقيون).